# RN-94
RN-94 (Romarm Nurol-94) je višenamjensko oklopno vozilo na kotačima konfiguracija 6×6 razvijeno u zajedničkom projektu turske tvrtke Nurol Machinery and Industry iz Ankare i rumunjske tvrtke SN Romarm sa sjedištem u Bukureštu.
Razvoj je počeo 1994. godine, pa je po toj godini i spomenutim tvrtkama vozilo i dobilo ime (Romarm Nurol-94).
Iako je razvoj počeo 1994. godine, već sljedeće godine na međunarodnoj izložbi naoružanja IDEF-1995, održanoj u Ankari, predstavljen je prvi prototip RN-94. Sudeći po izgledu prototipa i kupoli koja je na njega ugrađena, razvidno je kako su njegovi konstruktori u početku razvoja bili usmjereni na dizajn ruskih vozila BTR. Prvi je prototip bio vrlo nalik BTR-u, posebno njegov prednji dio, čak su između prvog i drugog pogonskog mosta bila ugrađena vrata za izlaz u nuždi. Nastavkom razvoja i ispitivanja prototipa vanjski oblik vozila se u mnogome izmijenio, pa čak i međuosovinski razmak. Tijekom 1995. i 1996. godine proizvedena su još tri borbena vozila od kojih je jedno izrađeno u Turskoj i predano njihovim oružanim snagama na trupna ispitivanja.
Već 1997. godine tursko ministarstvo obrane izdaje narudžbu za probnu seriju od 5 borbenih vozila za potrebe sveobuhvatnih ispitivanja u Turskoj. Vozila se temelje na identičnom podvozju, ali u tri različite nadgradnje. Jedno od borbenih vozila je opremljeno bacačem granata 40 mm u kupoli CLAWS (Kollmorgen Compact Lightweight Armoured Weapon Station). Dva vozila su bila opremljena s kupolnom strojnicom 12,7 mm M2 domaće proizvodnje, a preostala dva vozila s kupolom 12,7 mm Dragon (General Dynamics). Svih pet vozila je bilo isporučeno 1998. godine da bi tijekom iste godine na zahtjevnim ispitivanjima prevalili po 18 tisuća kilometara svaki.

### Unutarnje poveznice
- BTR-90
- Boxer
- Saur 1
- Saur 2

### Zajednički poslužitelj
|  | Zajednički poslužitelj ima stranicu o temi RN-94    |
|  | Zajednički poslužitelj ima još gradiva o temi RN-94 |

## Vanjske poveznice
- (en) RN-94 na stranici army-guide.com